# Antwerpensko okrožje diamantov
Antwerpensko okrožje diamantov, znano tudi kot Diamantna četrt (Diamantkwartier), imenovano Square Mile , je območje v mestu Antwerpen v Belgiji. Sestavljeno je iz več kvadratnih blokov, ki pokrivajo površino ene kvadratne milje. Leta 2012 je več kot 84 % surovih diamantov na svetu prišlo v to okrožje, zato je to največji diamantni predel na svetu s prometom v višini 54 milijard dolarjev. 
Za več kot 16 milijard dolarjev poliranih diamantov vsako leto potuje po okrožju. 380 delavnic uporablja 1500 podjetij. Je pa tudi 3500 posrednikov, trgovcev in brusilcev diamantov.
Na območju so Antwerpensko svetovno diamantno središče in štiri borze , tudi Diamond Club Antwerp in Beurs voor Diamanthandel, ki ju je ustanovila Hasidijska brusilnica, Antwerpsche Diamantkring in Vrije Diamanthandel.
V soseski prevladujejo Judje, džainistični Indijci, maronitski libanonski kristjani in armenski trgovci, znani kot brusilci.  Več kot 80 % judovskega prebivalstva v Antwerpnu deluje v trgovini z diamanti; jidiš je bil v preteklosti glavni jezik trgovine z diamanti.  Ob sobotah ne delajo.

## Območje
Okrožje diamantov je v bližini glavne postaje (Antwerp Centraal) in nekaj minut hoje od glavne nakupovalne ulice v Meiru. Antwerpenski živalski vrt je tudi blizu. Okoli okrožja so številne restavracije, bari in kavarne. Restavracije so: hiša Ho Chan (kitajska), San Remo in pivnica Da Vinci. Bari so: Beer Central (z več kot 200 vrstami piva), Kelly's Irish Pub, kavarna Del Rey.

## Zgodovina
Antwerpen je bil središče trgovanja z diamanti od 15. stoletja.  Lodewyk van Berken je leta 1456 izumil novo obliko orodja za poliranje diamantov scaif (polirno kolo z mešanico oljčnega olja in diamantnega prahu), ki je omogočilo ustvarjanje stereotipnega bleščečega, večplastnega diamanta. Postali so zanimivi za evropsko plemstvo in so v Antwerpen privabili druge obrtnike.  Karel Drzni je naročil, da so mu odrezali in spolirali florentinski diamant. V 1890-ih je bila v Antwerpnu ustanovljena diamantna industrija družinskih trgovcev in proizvajalcev diamantov, ki so prišli iz Amsterdama na Nizozemskem.
Od poznega 20. stoletja so v mestni trgovini z diamanti pomembni indijski in armenski trgovci z diamanti. Nekatere slavne armenske družine so Artinci, Arslanci, Aslanci, Barsamci in Osganci. 